# Jenny Longuet
Jenny Caroline Longuet ou Jenny Marx (1 de maio de 1844 - 11 de janeiro de 1883) era a filha mais velha de Jenny von Westphalen e Karl Marx.
Conhecida como Jennychen no círculo social de Marx, Jenny Longuet, a filha mais velha de Marx, era uma militante socialista. Ela escrevia para a imprensa socialista da França na década de 1860, principalmente expondo o tratamento dos britânicos aos revolucionários fenianos da Irlanda.
A influência intelectual do pai logo se manifestou nas filhas, Jennychen ao completar 13 anos ganhou da irmã Laura um diário, o qual usou as páginas para escrever um longo ensaio sobre história grega.
Em 2 de outubro de 1872, casou-se  com Charles Longuet, um veterano da Comuna de Paris. Do casamento de Jenny com Charles Longuet nasceram seis filhos, cinco garotos (entre eles Jean Longuet) e uma menina.
Jenny Longuet morreu em Argenteuil, uma comuna perto de Paris, em 11 de janeiro de 1883, aos 38 anos, provavelmente de câncer de bexiga.[carece de fontes?]